# سیارک ۸۳۲۲
سیارک ۸۳۲۲ (به انگلیسی: 8322 Kononovich، نامگذاری:1978RL1) هشت هزار و سیصد و بیست و دومین سیارک کشف شده‌است که در ۵ سپتامبر ۱۹۷۸ کشف شد.
قدر مطلق سیارک برابر ۱۲٫۹۰ است.